# 동물 농장 (2025년 영화)
"동물 농장"(영어: Animal Farm)은 2025년 개봉 예정인 영국의 판타지, 코미디 드라마 애니메이션 영화이다. 앤디 서키스가 감독을 맡았으며, 조지 오웰의 동명 소설이 영화의 원작이다.